# Strada provinciale 50 S.Antonio
La strada provinciale 50 S.Antonio è una strada provinciale italiana della città metropolitana di Bologna.

## Percorso
Parte dall'incrocio con il secondo tronco della SP 29 nei pressi di Sant'Antonio, frazione di Molinella. Correndo verso sud-est, serve alcune località come Aia Schiappa, Portonovo e La Cascinaccia. Supera il torrente Sillaro, entrando così nel comune di Imola. Si conclude a Spazzate Sassatelli, abitato al confine con la provincia di Ravenna.